# Hannah Fidell
Hannah Fidell, née le 7 octobre 1985 à Washington (États-Unis), est une réalisatrice, productrice et scénariste américaine.

## Biographie
Hannah Fidell grandit à Bethesda, dans le Maryland, une banlieue de Washington.

## Filmographie

### Au cinéma

#### Comme actrice
- 2010 : We're Glad You're Here : Sarah

#### Comme réalisatrice
- 2010 : We're Glad You're Here
- 2011 : The Gathering Squall
- 2013 : A Teacher
- 2015 : 6 ans
- 2016 : The Road
- 2018 : Casual
- 2018 : The Long Dumb Road

#### Comme productrice
- 2010 : We're Glad You're Here
- 2011 : Man & Gun
- 2011 : The Gathering Squall
- 2013 : A Teacher
- 2016 : The Road
- 2018 : The Long Dumb Road

#### Comme scénariste
- 2010 : We're Glad You're Here
- 2011 : The Gathering Squall
- 2013 : A Teacher
- 2015 : 6 ans
- 2016 : The Road
- 2018 : The Long Dumb Road

## Récompenses et distinctions
- A Teacher
  - Champs-Élysées Film Festival 2012 : prix US in Progress Official Selection
  - Festival du film Nuits noires de Tallinn 2013 (Just Film Award) : nomination au Best Youth Film
  - South by Southwest Film Festival (SXSW) 2013 : prix Emerging Woman
  - Festival international du film d'Oldenbourg 2013 : nominations au German Independence Award et au prix du public
- 6 Years
  - South by Southwest Film Festival (SXSW) 2015 : nomination au grand prix du jury pour le long métrage narratif
  - Champs-Élysées Film Festival 2015 : nomination au prix du public du Meilleur long métrage américain
- (en) Hannah Fidell: Awards, sur l'Internet Movie Database